# Tatrof Bohah Baliza
Der Tatrof Bohah Baliza ist ein osttimoresischer Wasserfall in den Ramelau-Bergen der Gemeinde Ainaro. Er befindet sich an der Grenze zwischen den Aldeias Mulo und Tatiri (Suco Mulo). Der Dare, ein Nebenfluss des Beluliks, schneidet hier ein Tal zwischen die Berge. Das Wasser fällt über mehrere Stufen. Der nächstgelegene Ort Dare liegt etwa 600 Meter in Luftlinie südlich.

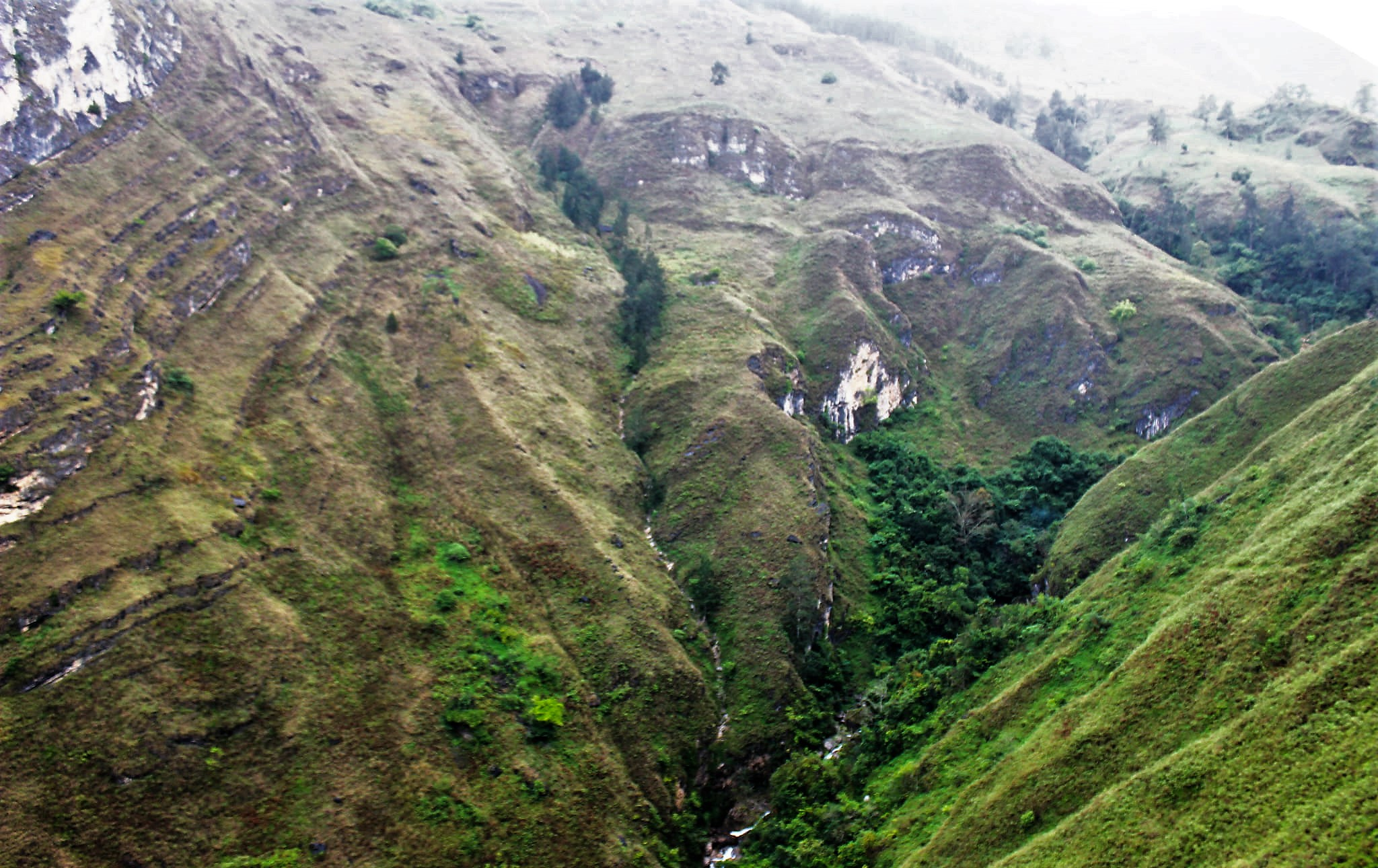
Das Tal zwischen Mulo und Tatiri
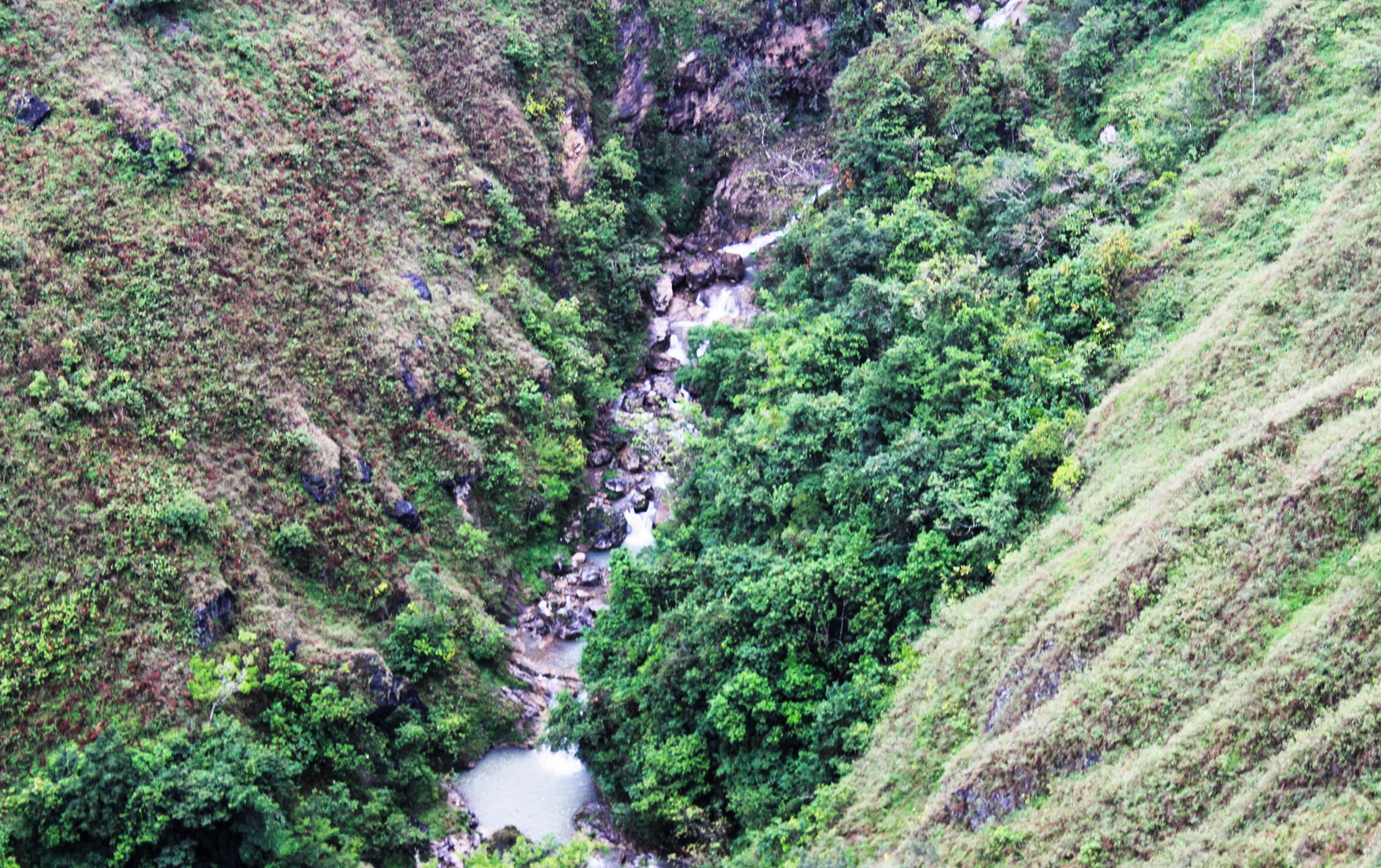
Der mehrstufige Wasserfall in der Übersicht
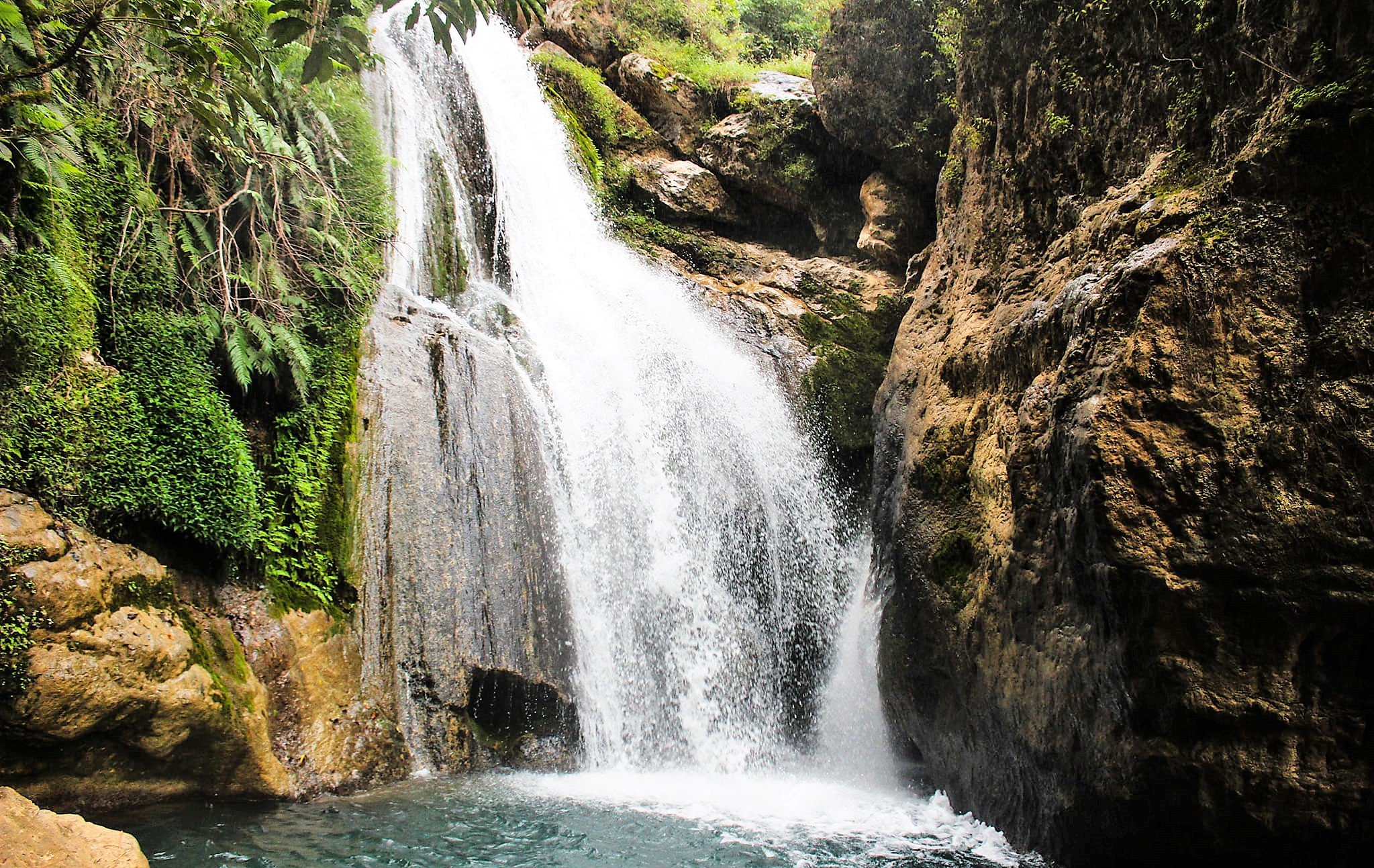
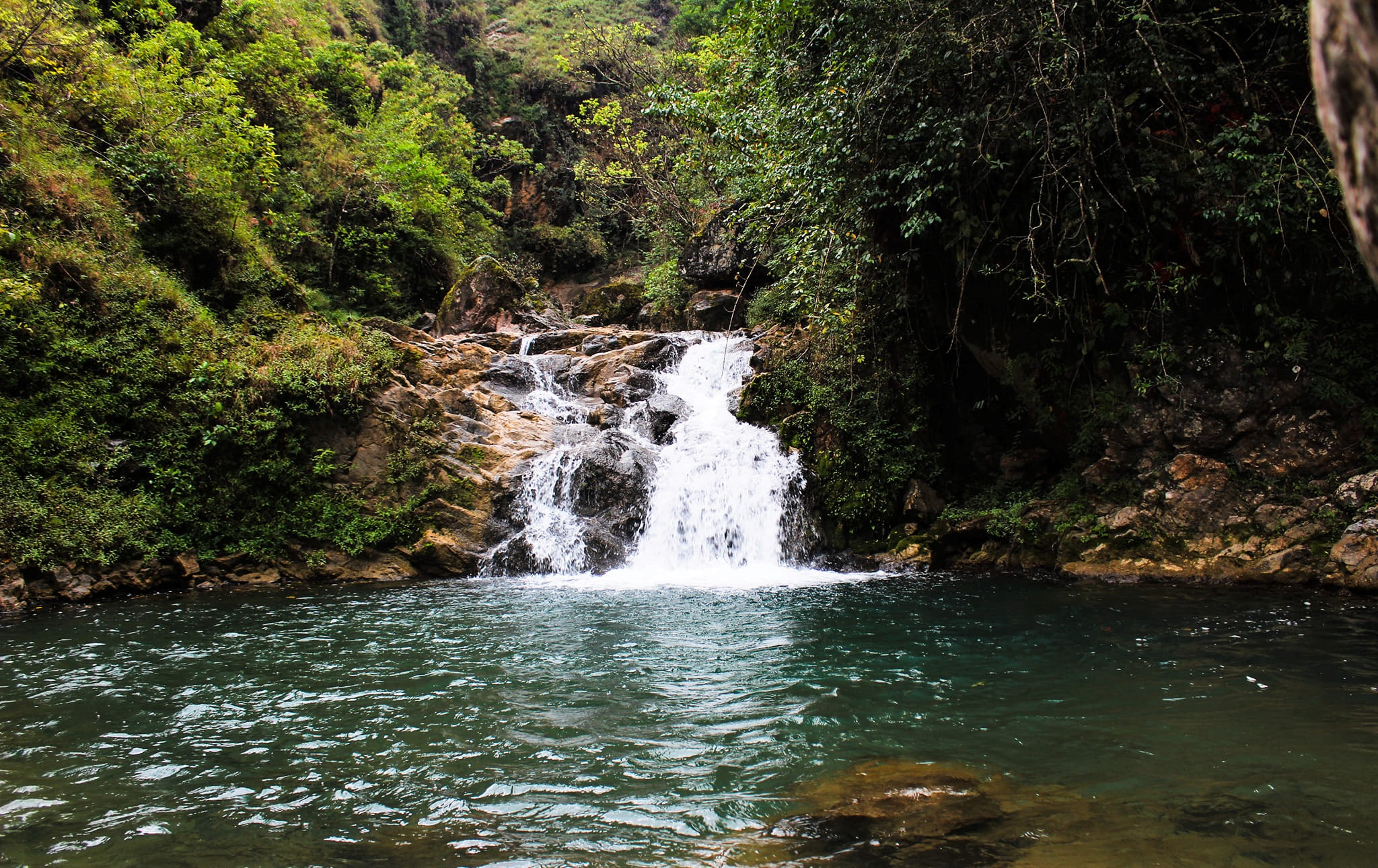
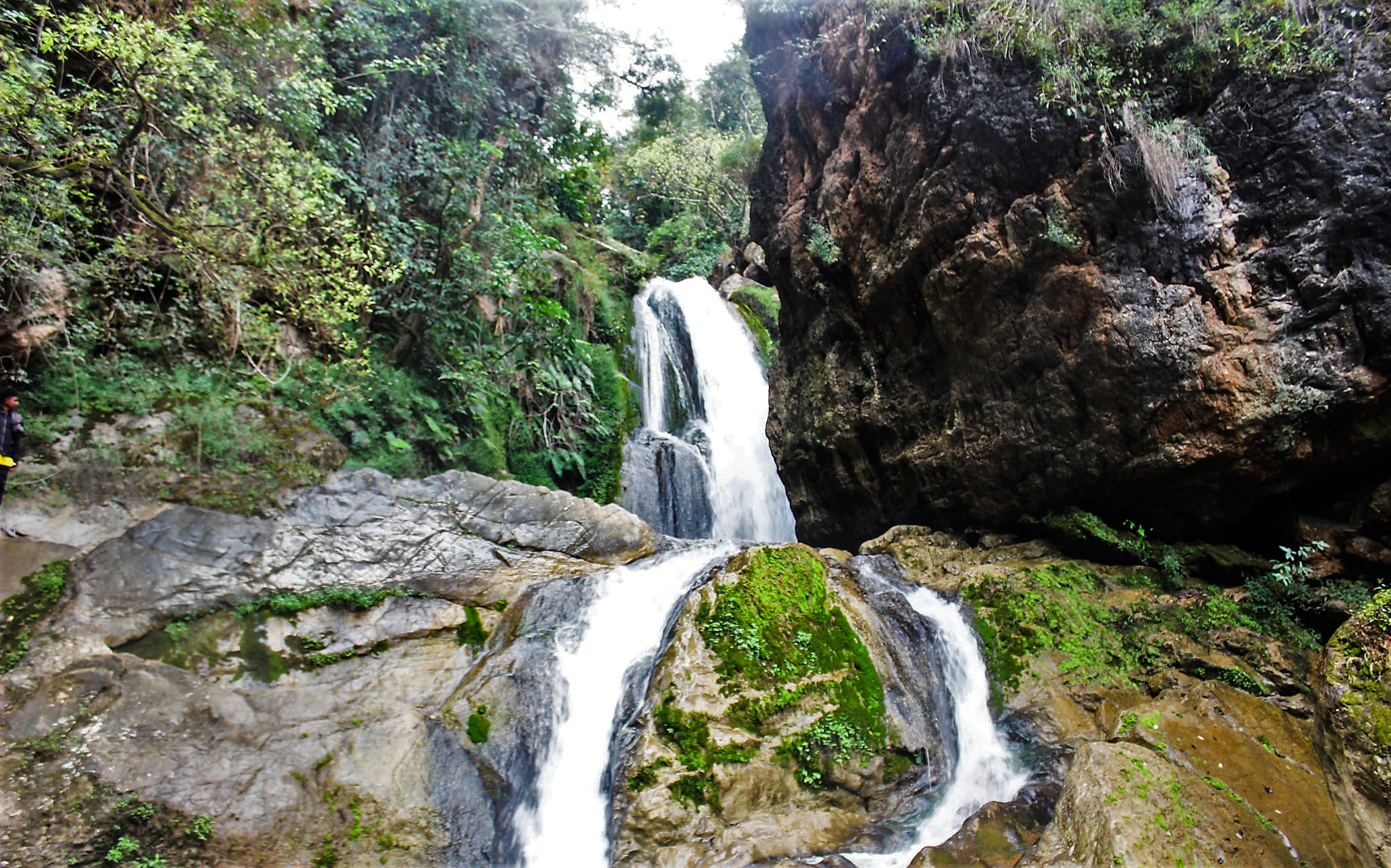
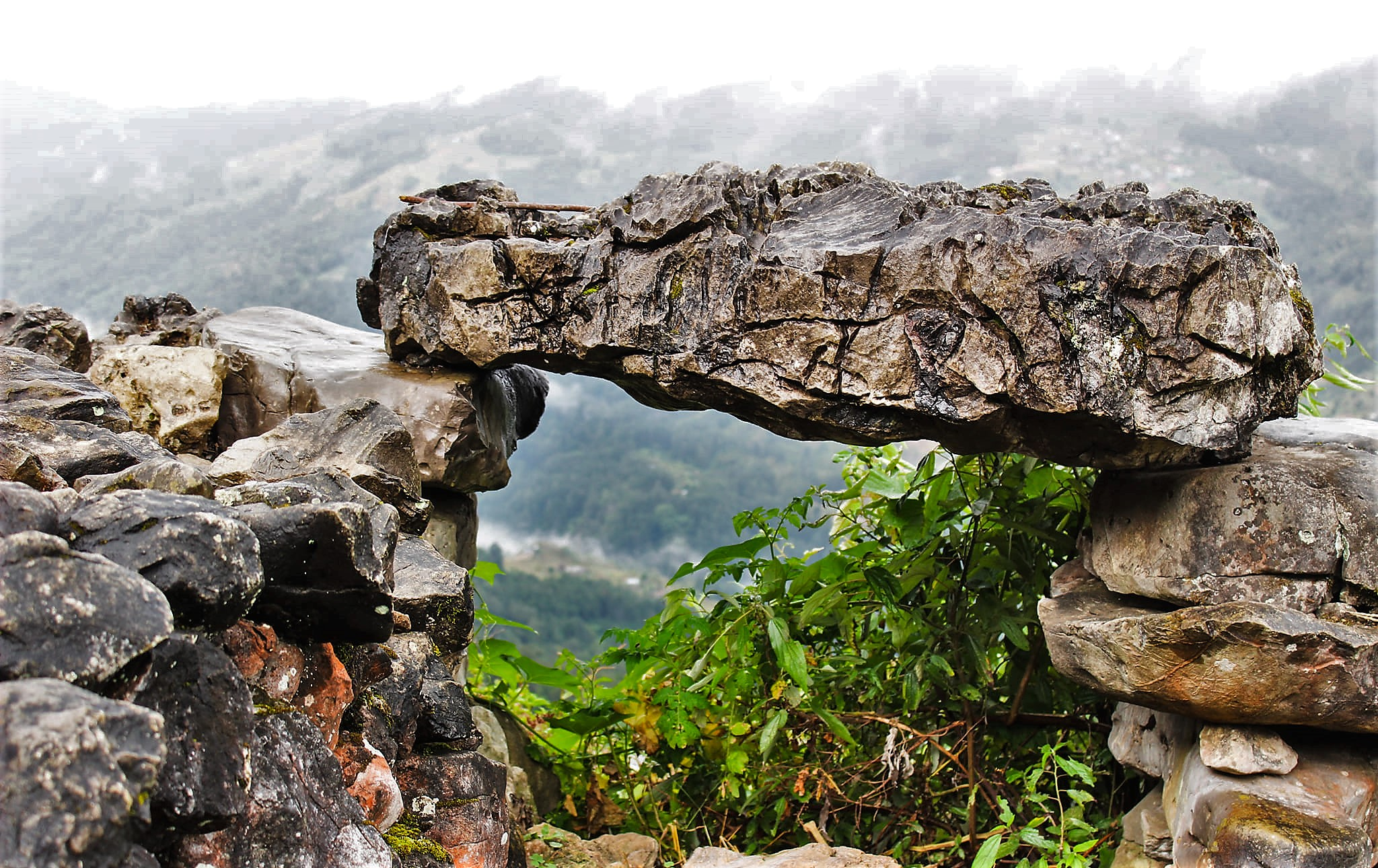
Oberhalb des Wasserfalls